# 中峰乡 (夏邑县)
中峰乡，是中华人民共和国河南省商丘市夏邑县下辖的一个乡镇级行政单位。

## 行政区划
中峰乡下辖以下地区：
中峰村、冯楼村、东冯阁村、何关庄村、黄沟涯村、大辛庄村、大常庄村、王大庄村、朱双楼村、孙各村、何大庄村、龚庄村、韩寨村、朱楼村、胡庄村、刘楼村、刘古同村、前秦楼村、杂姓营村、李庄村、王营村、高刘庄村和朱营村。